# Лісне (Ріддерська міська адміністрація)
Лісне́ (каз. Лесное) — село у складі Ріддерської міської адміністрації Східноказахстанської області Казахстану.
Населення — 254 особи (2009; 256 у 1999, 370 у 1989).
Національний склад станом на 1989 рік:
- росіяни — 100 %

До 2017 року село називалось Дом отдиха Ленінгорський, у радянські часи мало також назву 73 км Ульбастроя.